# Thorame-Haute
Thorame-Haute település Franciaországban, Alpes-de-Haute-Provence megyében. Lakosainak száma 247 fő (2022. január 1.). Thorame-Haute Allons, Beauvezer, Castellet-lès-Sausses, Colmars, Méailles, La Mure-Argens és Thorame-Basse községekkel határos.

## Népesség
A település népessége az elmúlt években az alábbi módon változott:
| Lakosok száma | 193  | 187  | 206  | 216  | 232  | 233  | 240  | 244  | 245  | 247  |
|               | 1968 | 1982 | 1990 | 2006 | 2013 | 2015 | 2017 | 2019 | 2020 | 2022 |